# Melobesia mediocris
Melobesia mediocris (Foslie) Setchell & L.R.Mason, 1943  é o nome botânico de uma espécie de algas vermelhas pluricelulares do gênero Melobesia, subfamília Melobesioideae.
- São algas marinhas encontradas na América do Norte (Columbia Britânica, Oregon, Washington, Califórnia e Baixa Califórnia).

## Sinonímia
- Lithophyllum zostericola f. mediocris  Foslie, 1900